# Paralyricen similis
Paralyricen similis är en insektsart som beskrevs av Ronald Gordon Fennah 1950. Paralyricen similis ingår i släktet Paralyricen och familjen Derbidae. Inga underarter finns listade i Catalogue of Life.